# 御願塚
御願塚（ごがづか）は、兵庫県伊丹市の地名。現行行政地名は御願塚一丁目から御願塚八丁目まで（いずれも住居表示実施済み区域）。2011年10月1日の伊丹市による推計人口は4,101人。郵便番号664-0855。

## 地理
伊丹市南部に位置する。北を鈴原町、北東を梅ノ木、東を平松、南東を南町、南を稲野町、南西で僅かに安堂寺町、西を南野、北西を南鈴原と接している。

## 歴史
御願塚古墳は出土品より5世紀頃に築かれたと推定され、元々は周囲に満塚（みちづか）・掛塚（かかりづか）・温塚（ぬくめづか）・破塚（やぶれづか）が築かれていたことから本体の古墳と合わせて五ヶ塚（ごかつか）と呼ばれ、これが転訛して「御願塚」になったとされている。また、南方80メートルにはかつて柏木古墳と呼ばれる円墳もあり、現在の尼崎市塚口あたりまで古墳が点在していたという。
江戸時代までは摂津国川辺郡御願塚村であったが、1889年（明治22年）の町村制施行に伴い稲野村の大字御願塚となった。1940年（昭和15年）の伊丹市成立後は人口の増加に伴い順次、小字が町丁として独立しており1955年（昭和30年）に鈴原町（一部）、1957年（昭和32年）に稲野町と若菱町、1974年（昭和49年）に梅ノ木、1975年（昭和50年）に南町がそれぞれ成立した。現在の町丁としての御願塚一〜八丁目が成立したのは1974年である。

### 地名の由来
町名は四丁目にある御願塚古墳（南神社）に由来する。

### 神社・祭事

#### 愛宕社
御願塚には、道金町（どっきんちょう）、北町（きたんじょ）、東町、西町（にしんじょ）、南町、辰巳町の6つの旧字がある。愛宕社は、辰巳町と東町で一つ、その他はそれぞれで祀ったので、5ケ所にある。

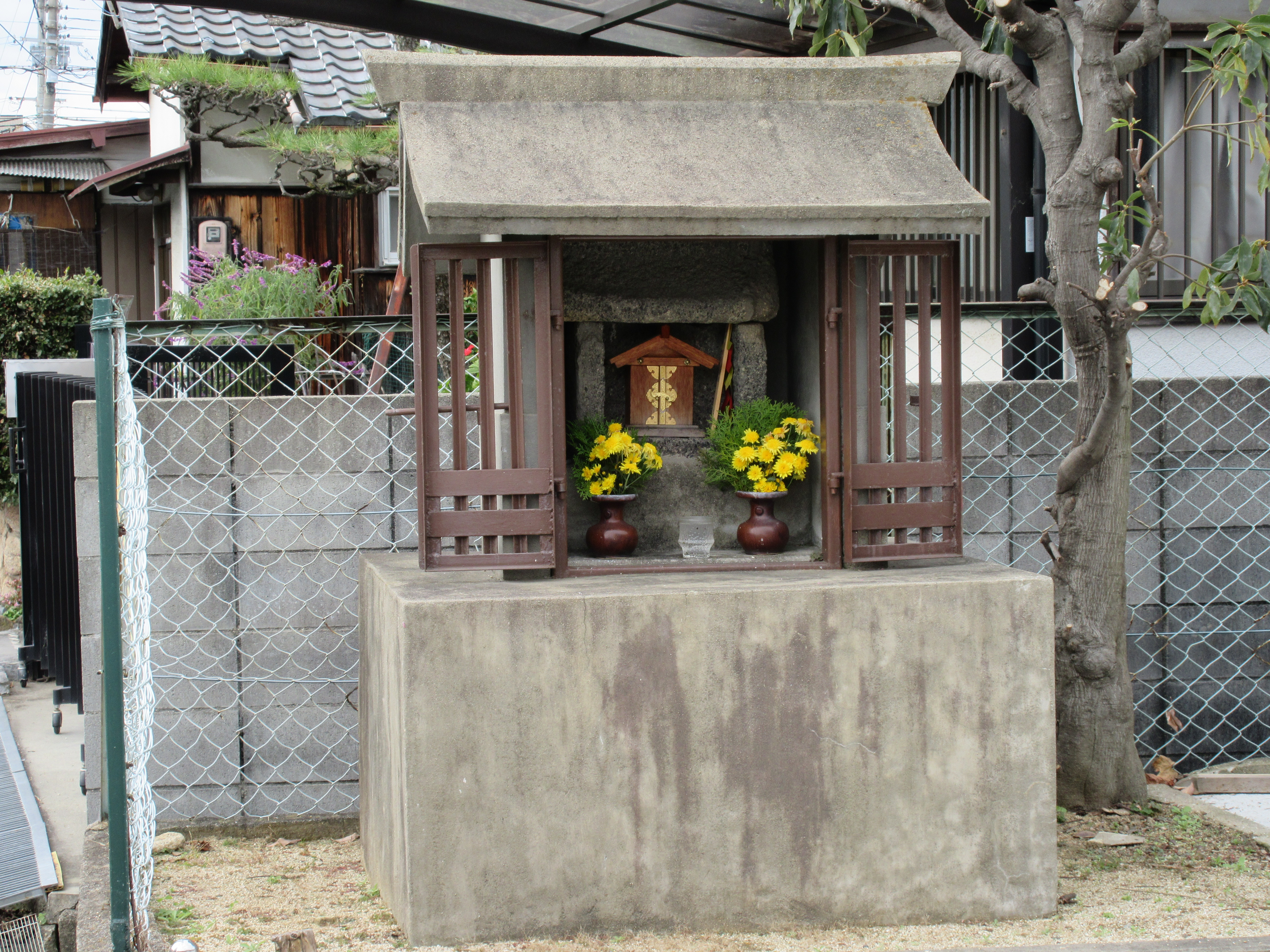
愛宕社（北町）
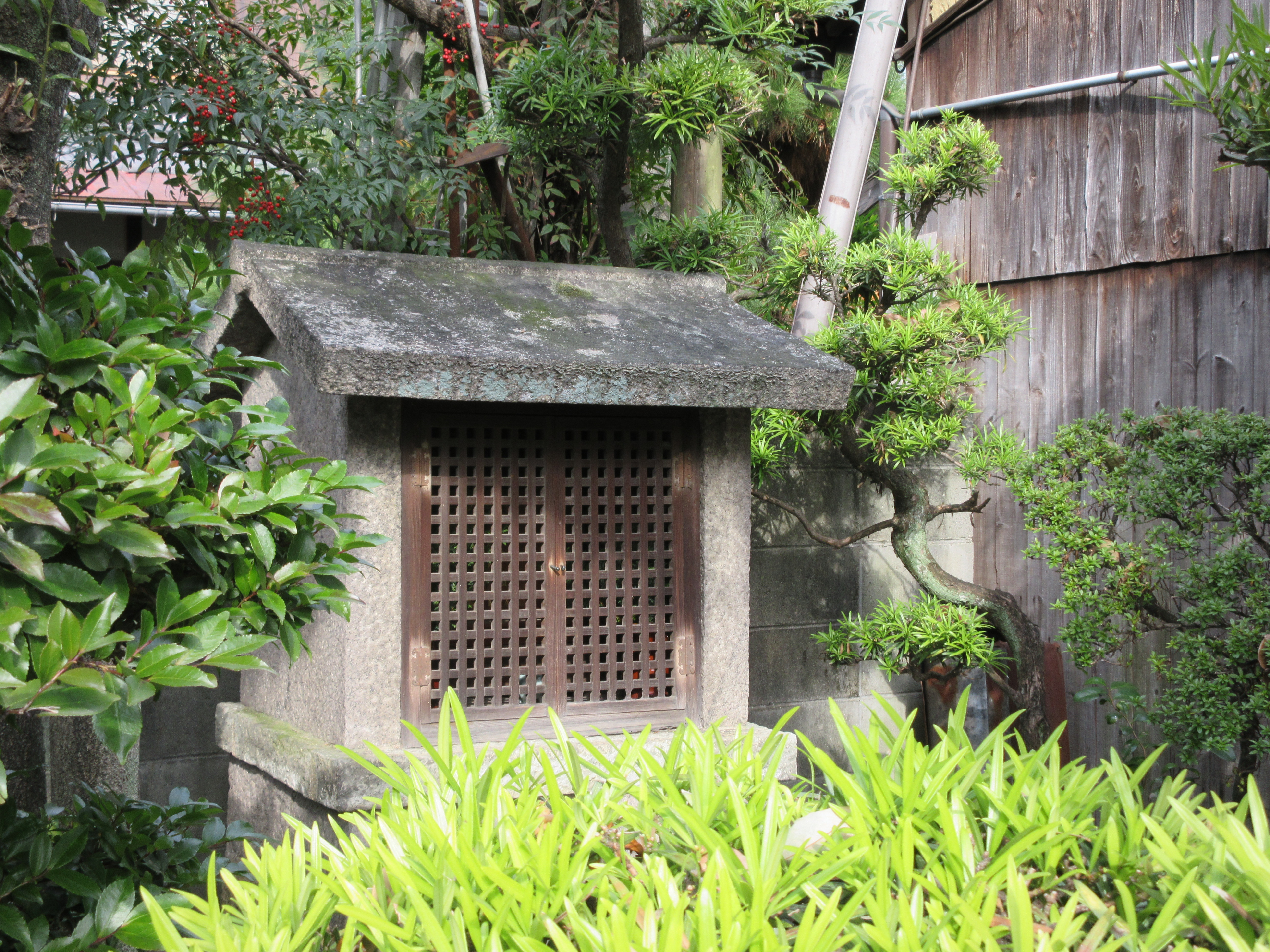
愛宕社（道金町）
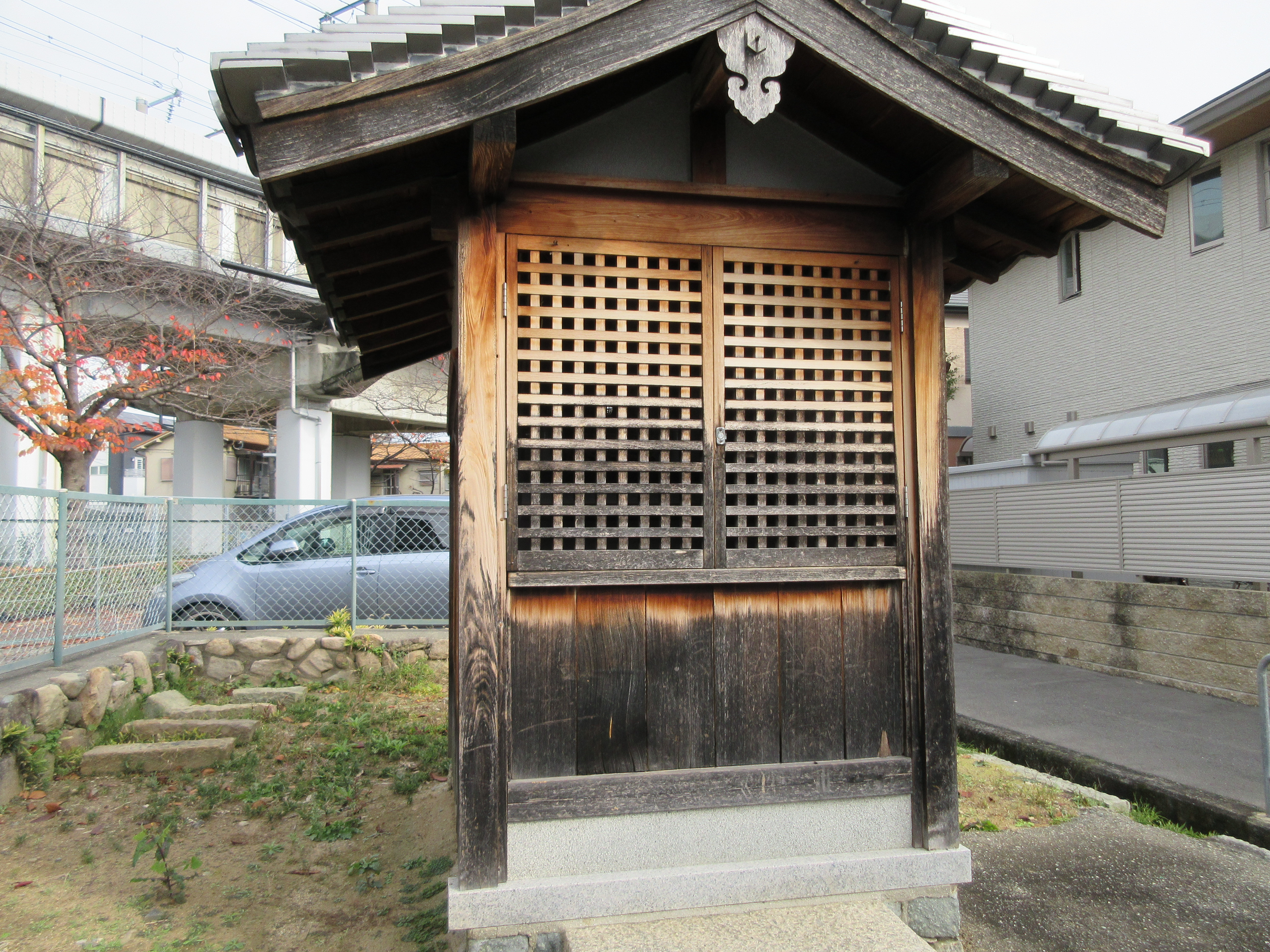
愛宕社（辰巳町・東町）
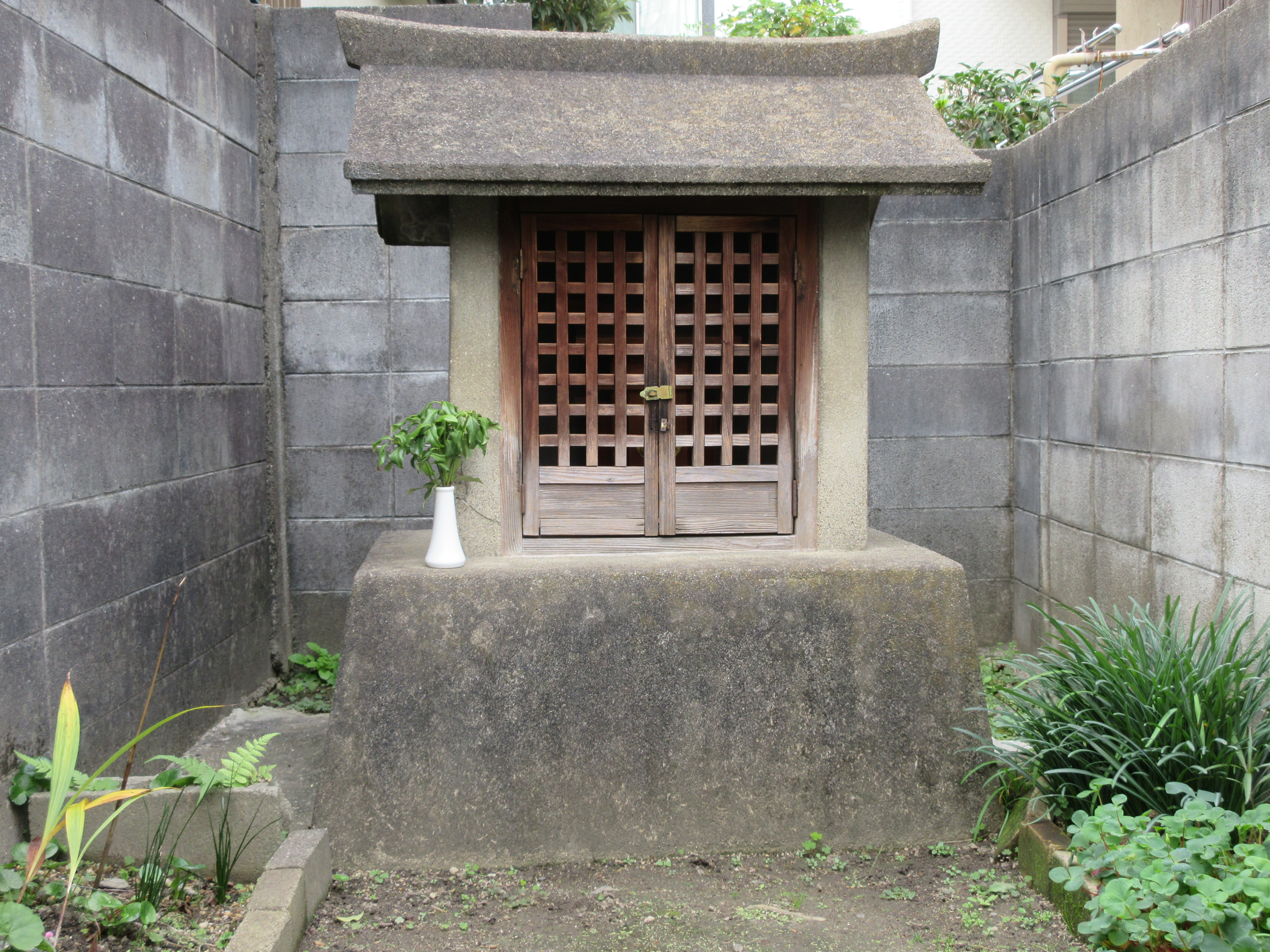
愛宕社（西町）
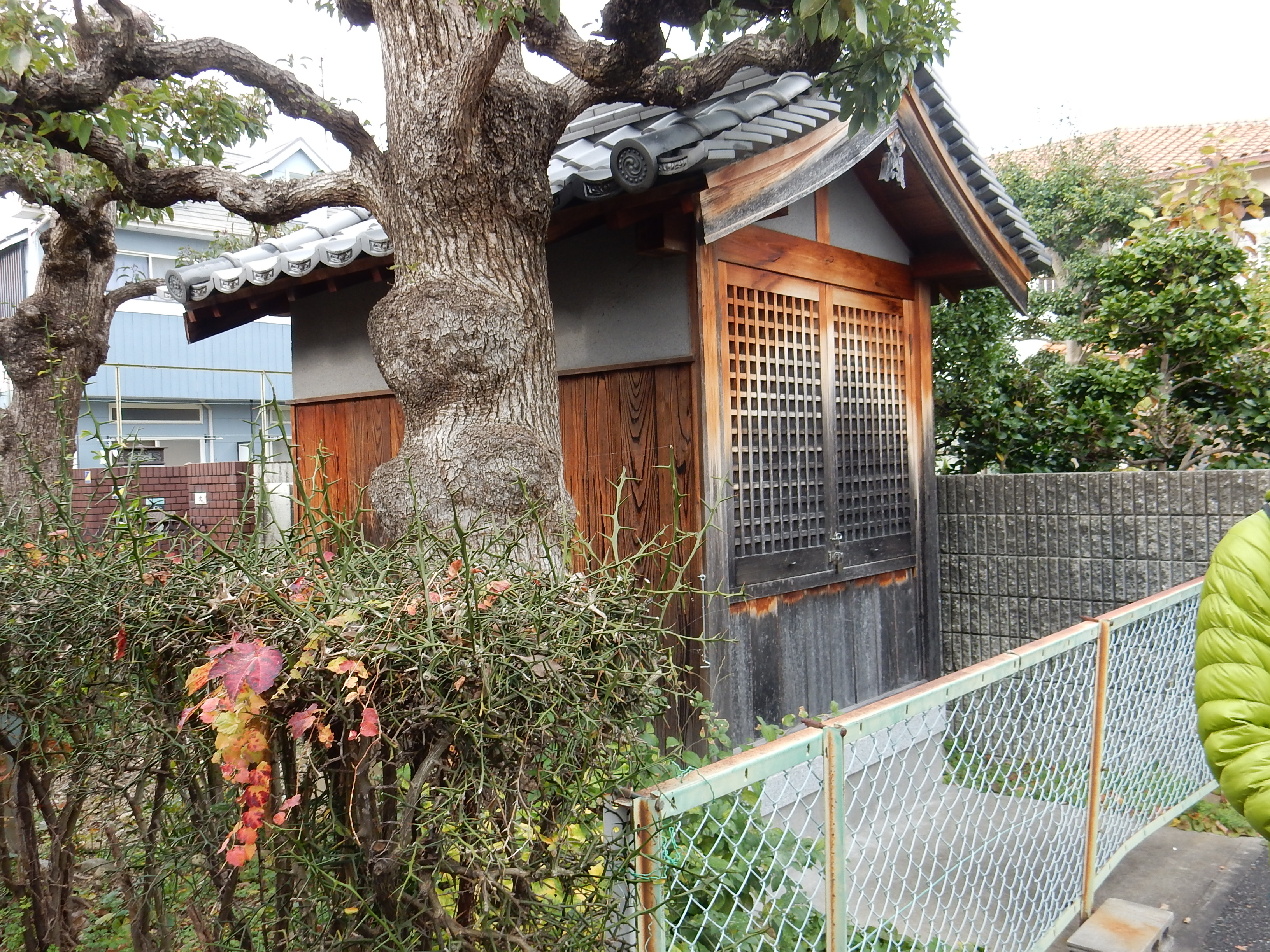
愛宕社（南町）

#### 愛宕祭
神事は8月23、24日に行なわれる。
この日は一般では地蔵盆として子供を中心に祀るが、火伏の神を祀る為、祀は大人のみで行なう。

#### 夏越祭
7月23日に須佐男神社で開催される夏越祭り。境内で奉納夏越踊りが催される。また、巫女が神前に置かれた3つの大釜で沸かした湯を笹の枝葉を用いて参拝者に向けて撒き、里内の安全や無病息災を祈願する湯立神楽も行われる。

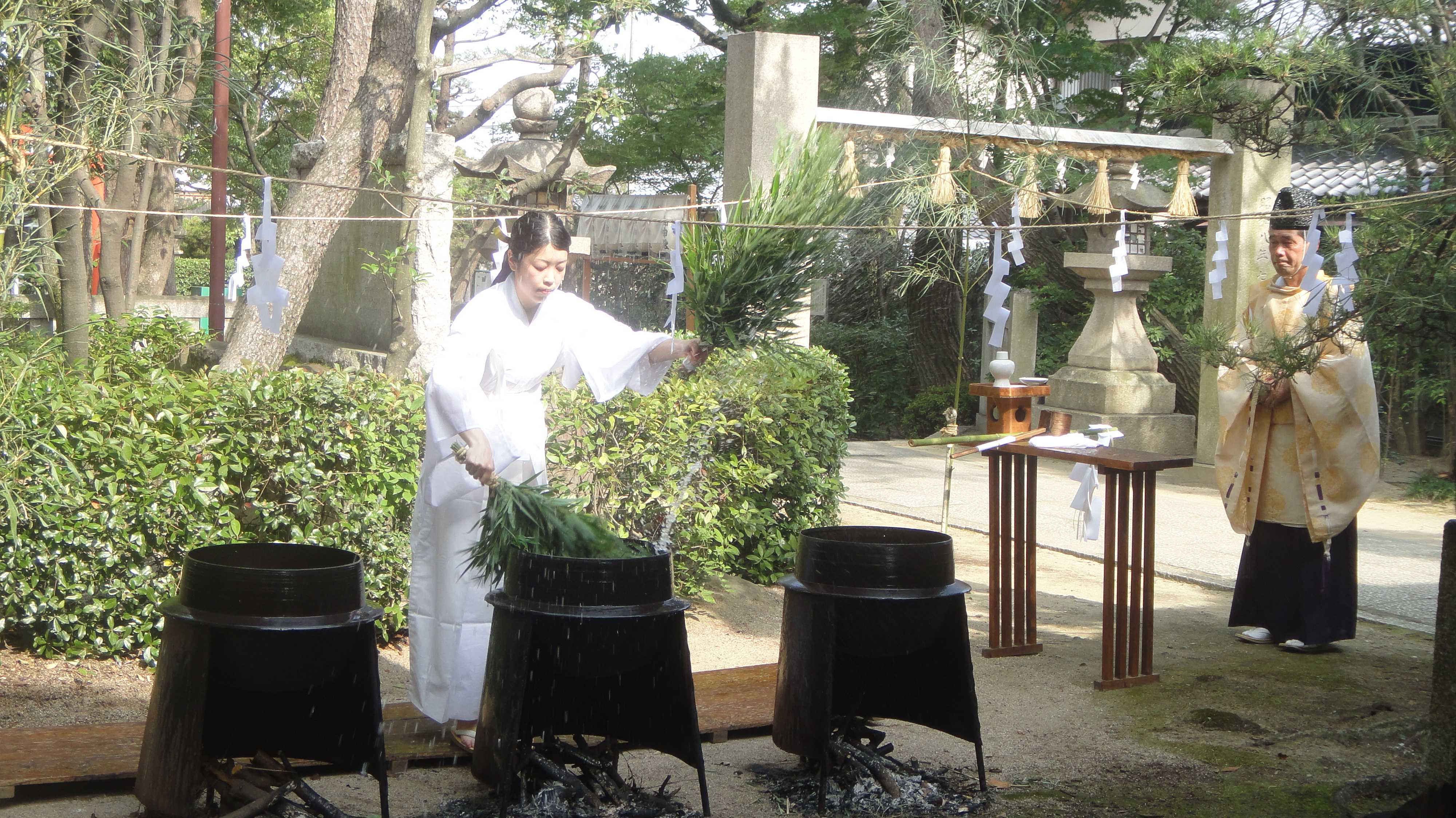
湯立神楽（須佐男神社）
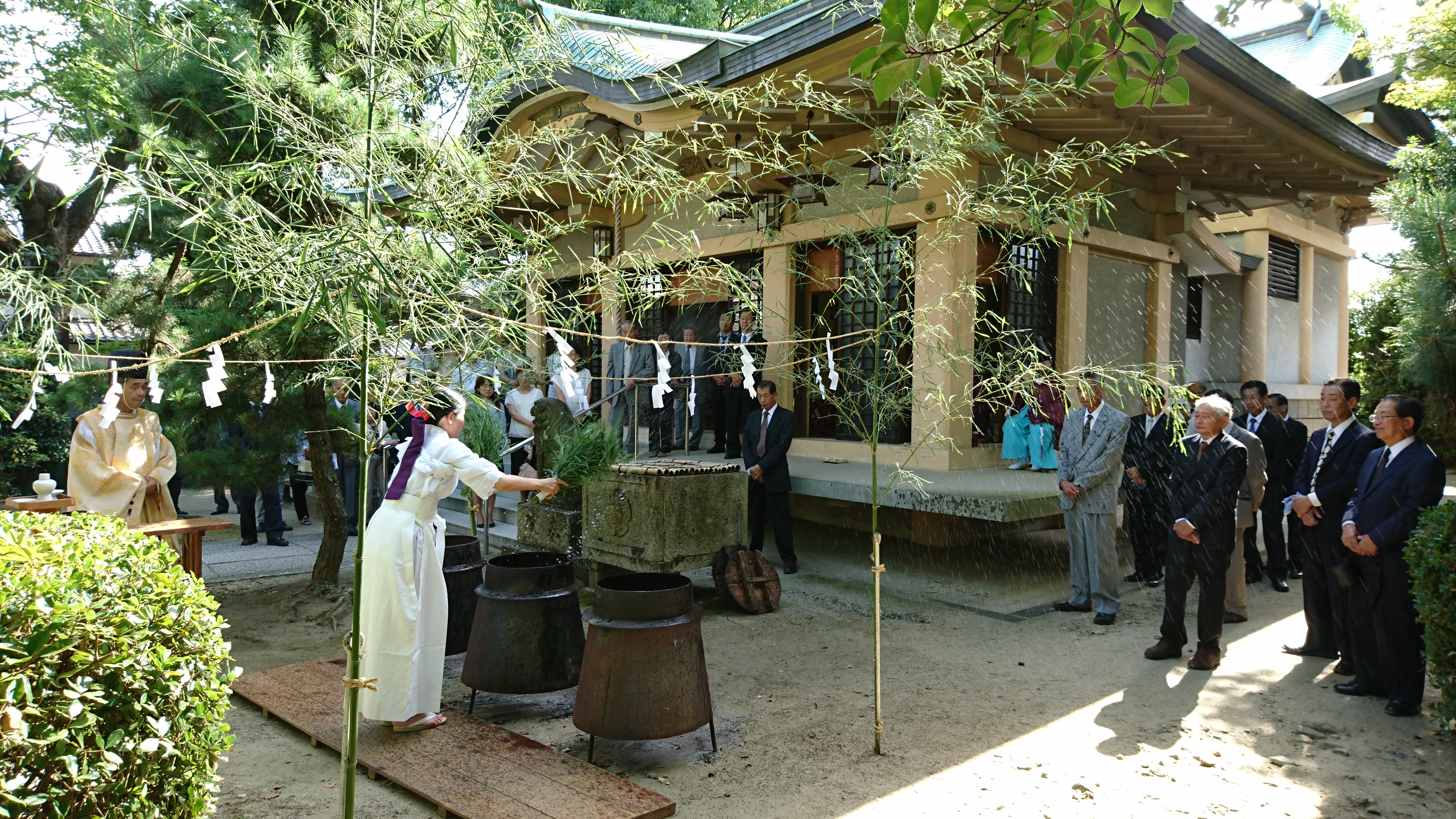
湯立神楽（須佐男神社）

## 交通
山陽新幹線の高架が町内の南北を分断するように走っている。また、町内に駅は存在しないが阪急伊丹線が平松・南町との境界沿いに走っており、新伊丹駅・稲野駅が徒歩圏内で利用可能。
伊丹市バスは以下の3停留所を町内に設置している。
- 御願塚
- 御願塚8丁目
- 児童会館前（旧「婦人児童センター前」→「女性・児童センター前」から改称）

## 施設
- 伊丹市立南小学校
- 伊丹市立鈴原小学校 - 所在地は御願塚6丁目だが、隣接する鈴原町・南鈴原からの通学が大半を占める。
- 伊丹市立わかばこども園 - 2020年（令和2年）に閉園した旧すずはら幼稚園の後継で同年に開園した認定こども園。
- 伊丹市立児童会館 こらくる
- 伊丹市共同利用施設南センター（伊丹市役所南分室）

## 名所・旧跡・観光スポット・その他
- 御願塚古墳（南神社）
- 須佐男神社